# Allocasuarina torulosa
Allocasuarina torulosa är en tvåhjärtbladig växtart som först beskrevs av William Aiton, och fick sitt nu gällande namn av Lawrence Alexander Sidney Johnson. Allocasuarina torulosa ingår i släktet Allocasuarina och familjen Casuarinaceae. Inga underarter finns listade i Catalogue of Life.
Veden från trädet kallas Botanybayek och har särskilt i Australien varit populär för tillverkning av möbler och husgeråd.

## Bildgalleri

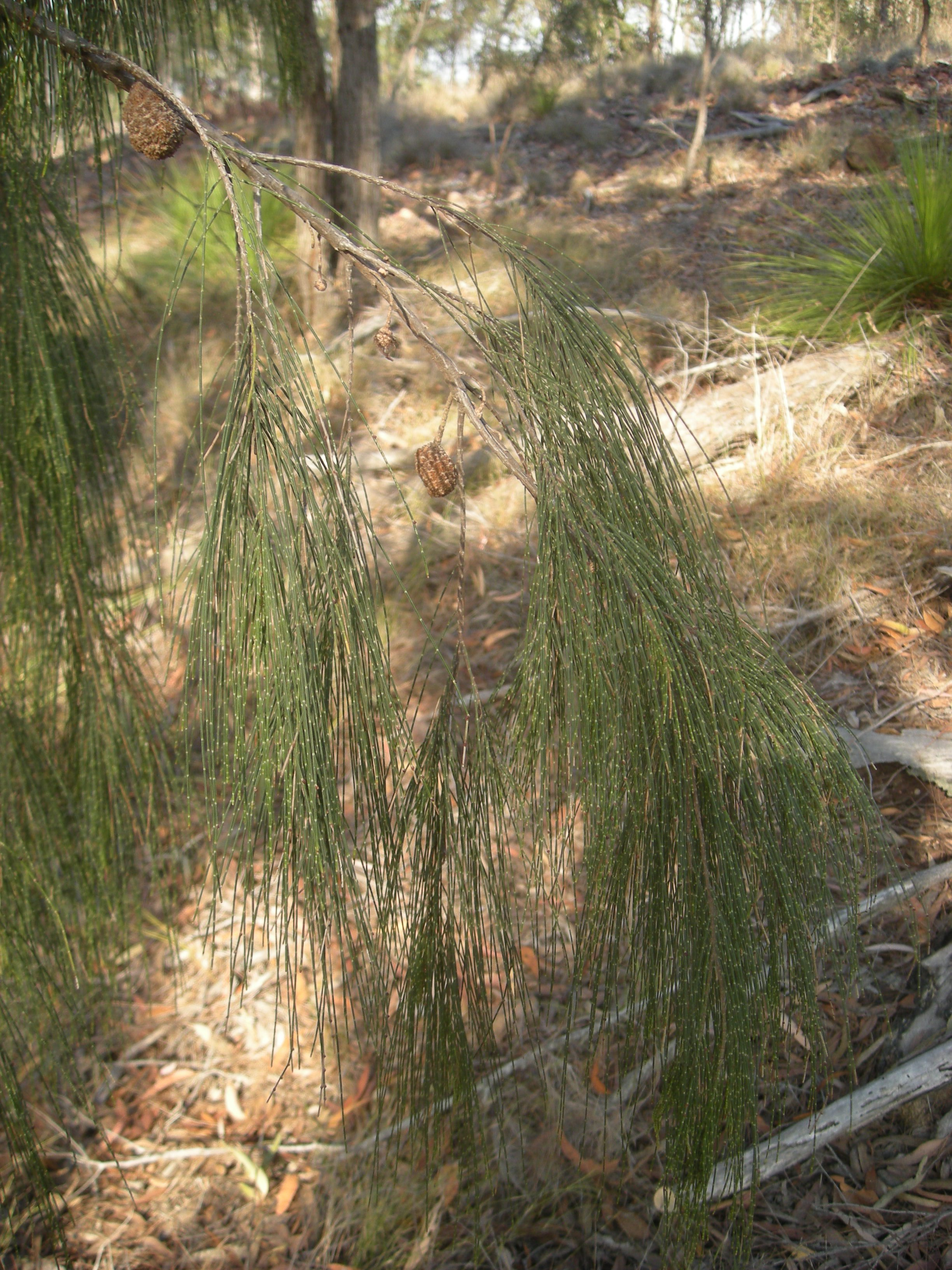